# اینابا ماسانوبو
اینابا ماسانوبو (به ژاپنی: 稲葉 正謖 Inaba Masanobu); ۸ نوامبر ۱۷۴۹ – ۵ اکتبر ۱۸۰۶) سامورایی و دایمیو در دوره ادو اهل ژاپن بود.
خانواده ماسانوبو از نسل اینابا ماساناری، پسر کوچکتر کونو میچیتاکا، دایمیو از ولایت مینو بودند. آنها ابتدا دست نشانده اودا نوبوناگا و بعداً تویوتومی هیده‌یوشی بودند. کارل پیتر تونبرگ در سفر از دجیما به ادو از یاماشیرو گذشت و حساب او گزارش می‌دهد که ماسانوبو دایمیو یودو بود. 
در دوره ادو، اینابا به عنوان یکی از دایمیوهای فودای یا خودی دایمیو که ملازمان ارثی یا متحدان خاندان توکوگاوا بودند، در مقابل دایمیوهای توزاما یا بیگانه شناسایی شدند.